# توني تومسون (مغني)
توني تومسون (بالإنجليزية: Tony Thompson) هو مغني أمريكي، ولد في 2 سبتمبر 1975 في واكو في الولايات المتحدة، وتوفي بنفس المكان في 1 يونيو 2007 بسبب سم.

## وصلات خارجية
- توني تومسون على موقع ميوزك برينز (الإنجليزية)
- توني تومسون على موقع ديسكوغز (الإنجليزية)